# Saint-Cyr-sur-le-Rhône
Saint-Cyr-sur-le-Rhône és un municipi francès situat al departament del Roine i a la regió d'Alvèrnia-Roine-Alps. L'any 2007 tenia 1.145 habitants.

## Demografia

### Població
El 2007 la població de fet de Saint-Cyr-sur-le-Rhône era de 1.145 persones. Hi havia 405 famílies de les quals 54 eren unipersonals (27 homes vivint sols i 27 dones vivint soles), 164 parelles sense fills, 176 parelles amb fills i 11 famílies monoparentals amb fills.
La població ha evolucionat segons el següent gràfic:
Habitants censats

### Habitatges
El 2007 hi havia 434 habitatges, 413 eren l'habitatge principal de la família, 9 eren segones residències i 11 estaven desocupats. 413 eren cases i 21 eren apartaments. Dels 413 habitatges principals, 372 estaven ocupats pels seus propietaris, 34 estaven llogats i ocupats pels llogaters i 7 estaven cedits a títol gratuït; 10 tenien dues cambres, 15 en tenien tres, 91 en tenien quatre i 298 en tenien cinc o més. 376 habitatges disposaven pel capbaix d'una plaça de pàrquing. A 114 habitatges hi havia un automòbil i a 294 n'hi havia dos o més.

### Piràmide de població
La piràmide de població per edats i sexe el 2009 era:
| Homes | Edats   | Dones |
| ----- | ------- | ----- |
| 0     | 95 o +  | 0     |
| 0     | 90 a 94 | 0     |
| 0     | 85 a 89 | 16    |
| 8     | 80 a 84 | 0     |
| 8     | 75 a 79 | 12    |
| 8     | 70 a 74 | 8     |
| 12    | 65 a 69 | 12    |
| 16    | 60 a 64 | 16    |
| 36    | 55 a 59 | 32    |
| 64    | 50 a 54 | 60    |
| 44    | 45 a 49 | 44    |
| 48    | 40 a 44 | 32    |
| 16    | 35 a 39 | 56    |
| 16    | 30 a 34 | 8     |
| 16    | 25 a 29 | 16    |
| 24    | 20 a 24 | 12    |
| 48    | 15 a 19 | 57    |
| 48    | 10 a 14 | 64    |
| 32    | 5 a 9   | 36    |
| 4     | 0 a 4   | 12    |

## Economia
El 2007 la població en edat de treballar era de 755 persones, 566 eren actives i 189 eren inactives. De les 566 persones actives 543 estaven ocupades (282 homes i 261 dones) i 23 estaven aturades (9 homes i 14 dones). De les 189 persones inactives 77 estaven jubilades, 65 estaven estudiant i 47 estaven classificades com a «altres inactius».

### Ingressos
El 2009 a Saint-Cyr-sur-le-Rhône hi havia 426 unitats fiscals que integraven 1.216,5 persones, la mediana anual d'ingressos fiscals per persona era de 25.403 €.

### Activitats econòmiques
Dels 43 establiments que hi havia el 2007, 1 era d'una empresa extractiva, 2 d'empreses de fabricació d'altres productes industrials, 14 d'empreses de construcció, 9 d'empreses de comerç i reparació d'automòbils, 3 d'empreses de transport, 3 d'empreses d'hostatgeria i restauració, 1 d'una empresa d'informació i comunicació, 2 d'empreses immobiliàries, 7 d'empreses de serveis i 1 d'una entitat de l'administració pública.
Dels 12 establiments de servei als particulars que hi havia el 2009, 1 era un taller de reparació d'automòbils i de material agrícola, 3 paletes, 3 guixaires pintors, 1 fusteria, 2 lampisteries, 1 electricista i 1 restaurant.
L'únic establiment comercial que hi havia el 2009 era una botiga de menys de 120 m².
L'any 2000 a Saint-Cyr-sur-le-Rhône hi havia 14 explotacions agrícoles que ocupaven un total de 84 hectàrees.

## Equipaments sanitaris i escolars
El 2009 hi havia una escola elemental.

## Poblacions més properes
El següent diagrama mostra les poblacions més properes.